# Fleet Air Arm
Fleet Air Arm (FAA) – siły powietrzne brytyjskiej marynarki wojennej. Fleet Air Arm posiada na uzbrojeniu śmigłowce AgustaWestland Merlin, Westland Sea King i Westland Lynx oraz samoloty myśliwskie BAE Hawk. Śmigłowce pojawiły się na pokładach okrętów brytyjskich w 1964 roku, przejmując rolę lekkich samolotów bojowych, jak np. dwupłatowce Fairey Swordfish z początków II wojny światowej.
Fleet Air Arm została sformowana w roku 1924 jako jednostka podległa Royal Air Force, której zadaniem były działania lotnicze z pokładów okrętów RN i dopiero w połowie 1939 roku kontrolę nad nią przejęła Admiralicja. W czasie II wojny światowej Fleet Air Arm posiadała – obok samolotów na okrętach – samoloty działające w oparciu o bazy lądowe; ich zadaniem była obrona portów morskich i instalacji Royal Navy.

## Historia

### Początki
Brytyjskie lotnictwo morskie narodziło się w roku 1909, gdy zbudowano pierwszy statek powietrzny zdolny do działań nad zbiornikami wodnymi. Dwa lata później Royal Navy miała już pierwszych pilotów, którzy przeszli kurs pilotażu w aeroklubie w Eastchurch na wyspie Sheppey, ale w maju 1912 roku wcielono ich do Royal Flying Corps (RFC). Skrzydło Morskie RFC istniało do lipca 1914 roku, kiedy to Admiralicja przemianowała je na Royal Naval Air Service (RNAS).
Gdy wybuchła I wojna światowa głównymi zadaniami RNAS stały się loty rozpoznawcze dla Floty, patrolowanie wybrzeża i odszukiwanie nieprzyjacielskich okrętów na- i podwodnych, atakowanie wybrzeży nieprzyjaciela i obrona Wielkiej Brytanii przed nalotami wroga, a nawet działania we Francji, na Froncie Zachodnim. W kwietniu 1918 roku RNAS, mający wówczas 67 000 personelu, 2949 samolotów, 103 sterowce i 126 stacji nadbrzeżnych, został wraz z RFC włączony do powstającej Royal Air Force.

### Fleet Air Arm
1 kwietnia 1924 sformowano RAF Fleet Air Arm, składające się z tych dywizjonów RAF, które operowały z pokładów okrętów wojennych. Rok 1924 miał szczególne znaczenie dla brytyjskiego lotnictwa morskiego: kilka tygodni przed sformowaniem RAF FAA Royal Navy przyjęło do służby HMS „Hermes”, pierwszy na świecie okręt zaprojektowany i zbudowany jako lotniskowiec. Przez kilka następnych miesięcy dwupłatowe samoloty rozpoznawcze RAF FAA, Fairey IIID, ćwiczyły starty i lądowania na pokładzie „Hermesa”.
24 maja 1939 roku Fleet Air Arm wróciło pod kontrolę Admiralicji i zostało po raz pierwszy nazwane Powietrznym Ramieniem Royal Navy (FAA RN). W chwili wybuchu II wojny światowej Fleet Air Arm składało się z 20 dywizjonów z zaledwie 232 samolotami. Pod koniec wojny na ogólnoświatową potęgę Fleet Air Arm składało się 59 lotniskowców, 3700 samolotów, 72 000 personelu i 56 stacji lądowych.
W czasie wojny FAA działało przy użyciu samolotów myśliwskich, torpedowych, bombowych i rozpoznawczych. Po ewakuacji Dunkierki, a tuż przed bitwą o Anglię Royal Air Force stanęła w obliczu braku pilotów. W lecie 1940 roku RAF miała niewiele więcej niż 800 pilotów myśliwskich, a w czasie bitwy braki te jeszcze się zwiększały. Brakowało pilotów, obsługi naziemnej, snu, a samolotów nieprzyjacielskich było dużo. W tej krytycznej sytuacji RAF była zmuszona zwrócić się do Admiralicji o pomoc. Podczas bitwy wielu niekwestionowanych bohaterów RAF Fighter Command wywodziło się z Fleet Air Arm; służyli w Fighter Command „wypożyczani” bezpośrednio przez dywizjony myśliwskie RAF, bądź też w dywizjonach morskich (jak dywizjon 804 czy 808), wynajmowanych w całości przez Fighter Command dla zapewnienia osłony portów i stoczni morskich. W czasie bitwy o Anglię piloci tych dywizjonów latali na samolotach Sea Gladiator.
Na wodach otaczających Wyspy Brytyjskie i dalej na Atlantyku zwalczaniem żeglugi przeciwnika i jego okrętów podwodnych zajmowała się RAF Coastal Command, wysyłająca na dalekie patrole ciężkie bombowce, łodzie latające i bazujące na lądzie samoloty myśliwsko-bombowe. Lotniskowce zastąpiły pancerniki w roli najważniejszych jednostek floty, a ich samoloty stały się główną siłą uderzeniową. Asem myśliwskim FAA, który miał na koncie 17 zwycięstw był Commander Stanley Orr, zaś asem Royal Marines Ronald Cuthbert Hay z 13 zwycięstwami.

### Historia powojenna

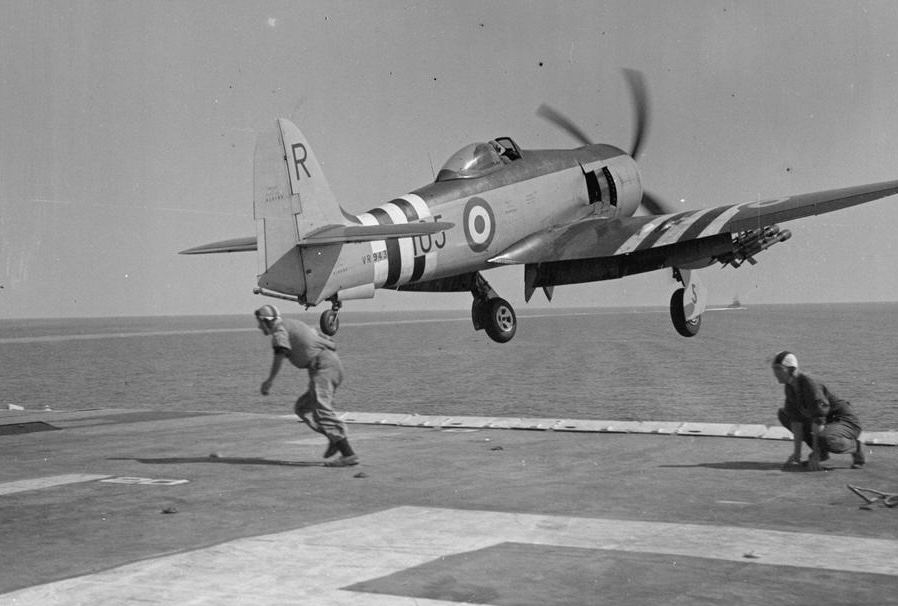
Start Hawkera Sea Fury (wojna koreańska 1951)

Po wojnie FAA musiała przezbroić swe dywizjony w samoloty odrzutowe. W owym czasie odrzutowce miały, na małych prędkościach, gorsze osiągi od samolotów z silnikami tłokowymi, ale te ostatnie nie były w stanie walczyć z odrzutowcami na dużych prędkościach. Pierwszym odrzutowcem FAA był Sea Vampire, który wszedł do użytku w końcu lat czterdziestych XX wieku. Sea Vampire był pierwszym samolotem odrzutowym, jaki lądował i startował z lotniskowca. Fleet Air Arm nie zaprzestała korzystania – obok odrzutowców – z samolotów śmigłowych, czego skutkiem było znaczne osłabienie mocy FAA w czasie wojny koreańskiej. Niemniej jednak odrzutowce nie osiągnęły jeszcze zdecydowanej przewagi nad samolotami śmigłowymi, czego dowodem było zniszczenie przez samoloty Hawker Sea Fury jednego odrzutowego MiG-15 i uszkodzenie kilku innych w walce powietrznej.
Gdy zaczęto budować silniejsze i szybsze, a co za tym idzie większe samoloty odrzutowe, które wymagały dłuższej drogi startowej i dobiegowej, US Navy zaczęła budować dużo większe lotniskowce. Royal Navy miała wprawdzie kilka dużych lotniskowców zbudowanych i wyposażonych po zakończeniu II wojny światowej, lecz znalazła jeszcze inne rozwiązania. Pierwszym z nich było skonstruowanie skośnego względem osi okrętu pasa startowego, co zaowocowało tym, że lądujący czy startujący samolot nie był blokowany przez inne, zaparkowane na pokładzie. Drugim brytyjskim wynalazkiem było urządzenie optyczne pomagające pilotowi lądującego samolotu precyzyjnie osadzić maszynę na pokładzie; był to Optyczny System Naprowadzania Fresnela (FLOLS). Trzecim były katapulty, konieczne dla wspomożenia przy starcie większych i cięższych samolotów, zasilane parą wodną (wszystkie te systemy zostały przyjęte przez US Navy).

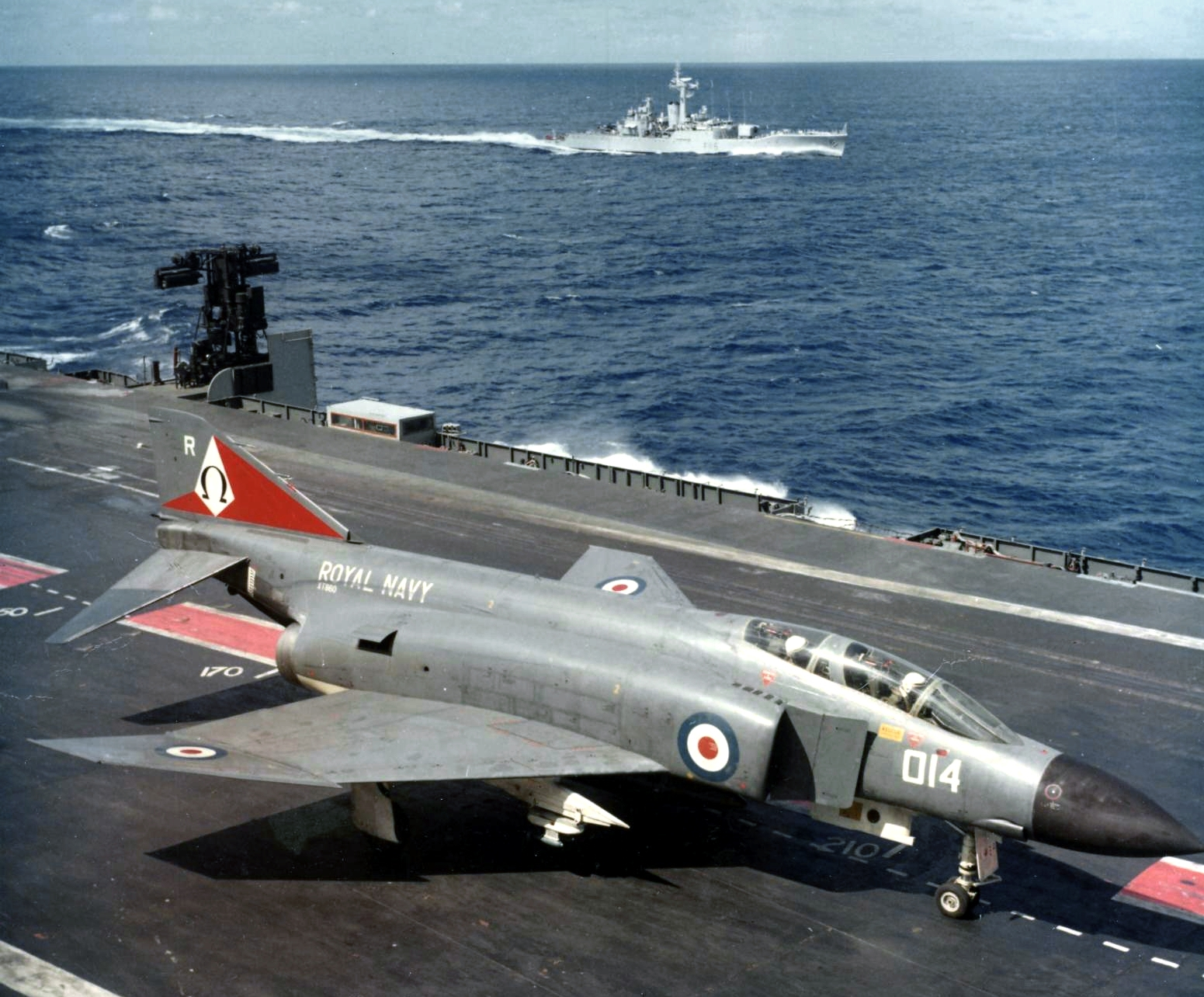
Phantom FG1 na pokładzie HMS Ark Royal (1972)

Cięcie wydatków na obronę w Wielkiej Brytanii w latach sześćdziesiątych i siedemdziesiątych XX wieku spowodowały wycofanie istniejących lotniskowców Royal Navy, przeniesienie odrzutowych samolotów uderzeniowych Fleet Air Arm, takich jak F-4K Phantom II i Buccaneer S2 do Royal Air Force oraz rezygnację z budowy nowych lotniskowców, jak np. projektu CVA-01. Zbudowano natomiast nowe, małe lotniskowce typu Invincible, które nazwano (dla zaspokojenia poprawności politycznej decydentów) „krążownikami z ciągłym pokładem lotniczym” (ang. through deck cruisers) i wyposażono w samoloty Sea Harrier, morską wersją samolotów VTOL, Hawker Siddeley Harrier. W lotniskowcach tych zastosowano nowatorskie rozwiązanie w postaci wzniesionej przedniej części pokładu startowego (tzw. rampy startowej), co miało umożliwić samolotom, zwłaszcza Harrierom, wyniesienie w powietrze większego ładunku, np. uzbrojenia, co zostało wykorzystana w czasie wojny o Falklandy. Harriery stały się wówczas podstawowym uzbrojeniem Royal Navy.

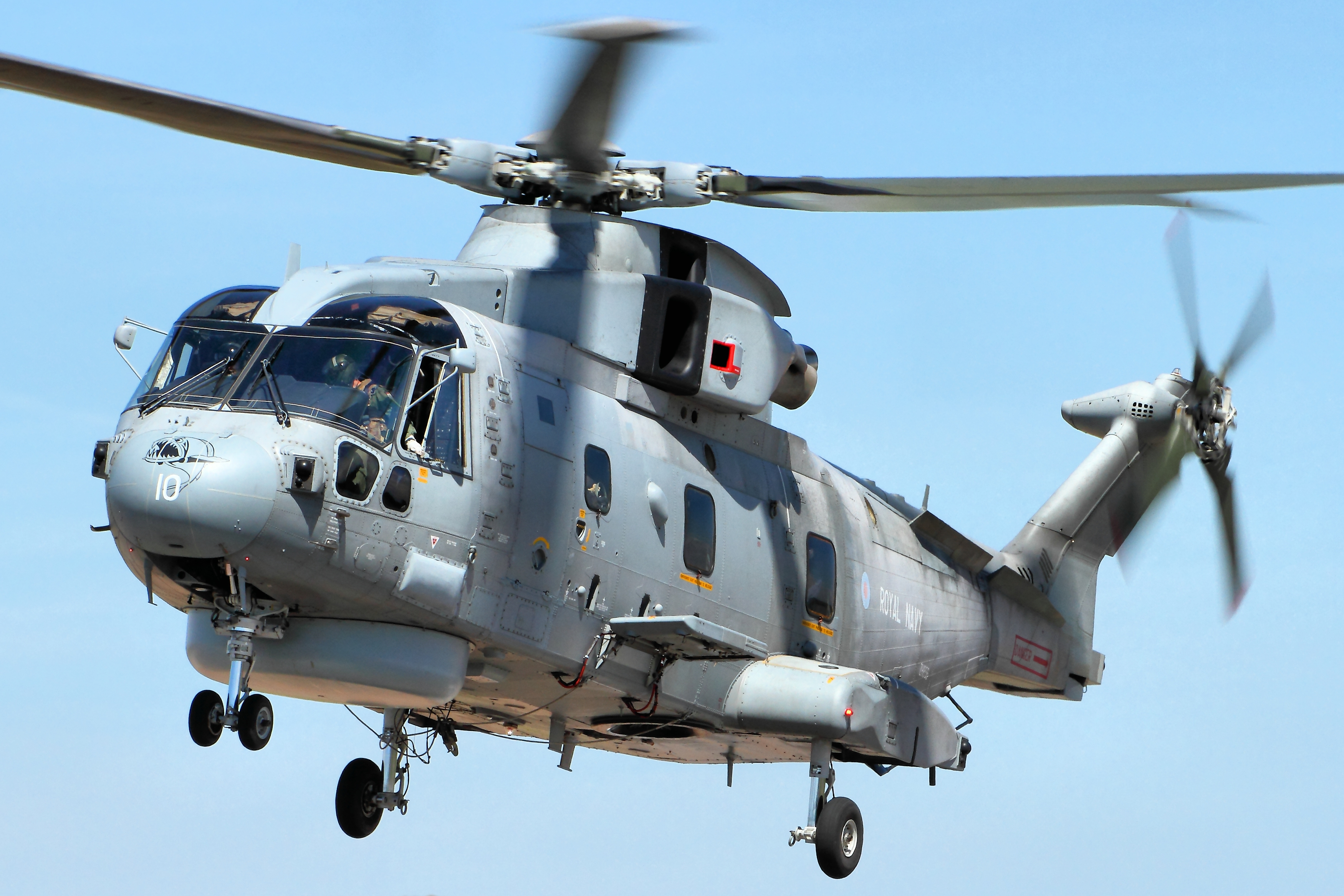
Merlin HM2 zastąpił w FAA śmigłowce Sea King (2014)

W trakcie budowy (stan na maj 2015) znajdują się dwa nowe lotniskowce typu Queen Elizabeth przystosowane do obsługi samolotów F-35B STOVL będących wariantem amerykańskiego Lockheed Martin Lightning II. Na początku XXI wieku, wobec kolejnych cięć wydatków na obronę, istniała obawa, że oba lotniskowce mogą nie wejść do służby, ale w roku 2014, gdy nastąpił wzrost napięcia na arenie międzynarodowej (aneksja Krymu przez Rosję, wojna na wschodzie Ukrainy, ofensywa Państwa Islamskiego), budowa przestała napotykać trudności.
Od lat sześćdziesiątych ważną rolę zaczęły odgrywać śmigłowce. Początkowo rozmieszczano je, obok samolotów, na pokładach lotniskowców, później zaczęły trafiać na większość mniejszych okrętów. Obecnie można je znaleźć na każdym okręcie rozmiaru fregaty lub większym. Jeszcze w roku 1982, podczas wojny o Falklandy, główną rolę odgrywały samoloty Sea Harrier, ale podczas wojny w Zatoce Perskiej w roku 1991 siłę uderzeniową floty stanowiły śmigłowce Lynx, atakujące irackie łodzie patrolowe, zaś w roku 2000 maszyny Sea King HC4s oraz Lynx HMA Mk 8 z pokładu HMS „Argyll” brały udział w operacjach „Palliser” i „Barras” w Sierra Leone.
W roku 2000 samoloty Sea Harrier zostały połączone z samolotami RAF-u, Harrier GR7, tworząc wspólnie zwartą Grupę Uderzeniową Harrier. W 2004 roku Fleet Air Arm zaczęło wycofywanie wysłużonych Sea Harrierów oraz rozformowanie dywizjonów morskich 800. i 801. NAS (ang. Naval Air Squadron).
Według danych z 1 grudnia 2013 roku Fleet Air Arm liczy 5000 osób personelu, a więc około 20% całkowitej wielkości Royal Navy (nie licząc Royal Marines). Na czele FAA stoi kontradmirał R.G. Harding.
FAA ma na uzbrojeniu zarówno samoloty, jak i śmigłowce; używa takich samych maszyn jak RAF. Trzy typy samolotów wykorzystuje FAA do celów szkoleniowych: piloci wstępny kurs pilotażu przechodzą na małych samolotach śmigłowych Grob Tutor, natomiast kurs obserwatorów posiada, od marca 2011 roku, cztery samoloty Super King 350ER. Trzecim typem jest Hawk T1/1A, który w czasie ćwiczeń systemu wczesnego ostrzegania, walki powietrznej i ataków na okręty, symuluje samolot nieprzyjaciela. AgustaWestland Merlin jest głównym śmigłowcem FAA do zwalczania okrętów podwodnych; w tej roli zastąpił w roku 2014 śmigłowce Sea King HAS6.

#### Dywizjony FAA
| Dywizjon                | Typ        | Rodzaj maszyn      | Baza               | Zadania                                                              | Uwagi |
| ----------------------- | ---------- | ------------------ | ------------------ | -------------------------------------------------------------------- | --- |
| 700X Naval Air Squadron | UAV        | ScanEagle RM1      | RNAS Culdrose      | Remotely Piloted Aircraft System (RPAS) loty z pokładów okrętów      | Zapewnia wysokiej jakości obsługę lotów ScanEagle i służy jako oddział oceniający wszelkie przyszłe systemy UAV wybrane przez Royal Navy |
| 700X Naval Air Squadron | UAV        | ScanEagle RM1      | RNAS Culdrose      | Przyszłe RPAS dla celów szkoleniowych                                | Zapewnia wysokiej jakości obsługę lotów ScanEagle i służy jako oddział oceniający wszelkie przyszłe systemy UAV wybrane przez Royal Navy |
| 703 Naval Air Squadron  | samolot    | Grob G115 Tutor T1 | RAF Barkston Heath | Wstępny kurs pilotażu                                                | |
| 705 Naval Air Squadron  | śmigłowiec | Squirrel HT1 i HT2 | RAF Shawbury       | Wstępny i zaawansowany kurs pilotażu na śmigłowcach jednosilnikowych | Eazem z 660 Dywizjonem AAC i 60 Dywizjonem RAF obsługuje Defence Helicopter Flying School                                                |
| 727 Naval Air Squadron  | samolot    | Grob G115 Tutor T1 | RNAS Yeovilton     | Zaawansowane kursy pilotażu                                          | |
| 736 Naval Air Squadron  | samolot    | Hawk T1/T1a        | RNAS Culdrose      | Szkoleniowa symulacja walk powietrznych                              | Dawniej FRADU |
| 750 Naval Air Squadron  | samolot    | Avenger T1         | RNAS Culdrose      | Zaawansowane szkolenia obserwatorów                                  | |
| 771 Naval Air Squadron  | śmigłowiec | Sea King HAR5      | RNAS Culdrose      | Poszukiwanie i ratownictwo (SAR)                                     | |
| 809 Naval Air Squadron  | samolot    | Lightning II       | RAF Marham         | Siła uderzeniowa floty                                               | Odtwarzany od 2013; w służbie od 2016 |
| 814 Naval Air Squadron  | śmigłowiec | Merlin HM2         | RNAS Culdrose      | Zwalczanie okrętów podwodnych                                        | |
| 815 Naval Air Squadron  | śmigłowiec | Lynx HMA8          | RNAS Yeovilton     | Służba na małych okrętach                                            | Przezbrojenie na Wildcat HMA2 w 2015 |
| 820 Naval Air Squadron  | śmigłowiec | Merlin HM2         | RNAS Culdrose      | Zwalczanie okrętów podwodnych                                        | |
| 824 Naval Air Squadron  | śmigłowiec | Merlin HM2         | RNAS Culdrose      | Przezbrajanie (Merlin)                                               | |
| 825 Naval Air Squadron  | śmigłowiec | Wildcat HMA2       | RNAS Yeovilton     | Służba na małych okrętach                                            | Sformowany przez połączenie 700W NAS i 702 NAS w sierpniu 2014                                                                           |
| 825 Naval Air Squadron  | śmigłowiec | Wildcat HMA2       | RNAS Yeovilton     | Przezbrajanie (Wildcat)                                              | Sformowany przez połączenie 700W NAS i 702 NAS w sierpniu 2014                                                                           |
| 829 Naval Air Squadron  | śmigłowiec | Merlin HM1         | RNAS Culdrose      | Służba na małych okrętach                                            | Przezbrojenie (Merlin HM2) |
| 845 Naval Air Squadron  | śmigłowiec | Sea King HC4       | RNAS Yeovilton     | Maszyny średniego udźwigu (do 20 tys. kg)                            | Część CHF Przezbrojenie na Merliny HC3/4                                                                                                 |
| 846 Naval Air Squadron  | śmigłowiec | Merlin HC3         | RNAS Yeovilton     | Maszyny średniego udźwigu                                            | Część CHF |
| 847 Naval Air Squadron  | śmigłowiec | Wildcat AH1        | RNAS Yeovilton     | Rozpoznanie pola walki i wsparcie                                    | Część CHF |
| 848 Naval Air Squadron  | śmigłowiec | Sea King HC4       | RNAS Yeovilton     | Maszyny średniego udźwigu                                            | Część CHF Przyszłe przeformowanie z 845 NAS                                                                                              |
| 849 Naval Air Squadron  | śmigłowiec | Sea King ASaC7     | RNAS Culdrose      | Operacje desantowe                                                   | Połączony z 854 NAS i 857 NAS w 2015 |